# Teshome Getu
Teshome Getu   (Etiòpia, 7 de febrer de 1983), en amàric ጠስሆመ ጘቱ, és un exfutbolista etíop de la dècada de 2000.
Fou internacional amb la selecció de futbol d'Etiòpia.
Pel que fa a clubs, destacà a Saint-George SA i EEPCO FC.